# 國王的裁縫師
《國王的裁縫師》（日语：王様の仕立て屋）是一部講述裁縫西裝的裁縫師的日本漫畫。作者是大河原遁，原案與監修為片瀨平太。

## 概要
本作是以義大利的拿坡里為舞台，描述以受大眾讚譽為「米開朗基羅」的名裁縫師唯一認定的徒弟·織部悠的職業生涯的故事。內容主要是以男性西裝的製作為主題，輔以皮鞋、手錶等和服裝打扮有關的配件。初期多以一話完結的短篇形式，近期則多以七話以上的篇幅組成的長篇故事為主。
2009年8月時，本作單行本銷量已累計突破200萬本。
每一話的標題多以「OO的XX」為形式，多半取材自電影、舞台劇、動畫。有時會用日本傳統的落語、歌舞伎、浪曲為故事的題材。偶爾穿插著戲仿手塚治虫、水木茂、藤子不二雄過去作品的內容。

## 人物介紹
譯名以尖端出版的中文版、並以初次登場時表述的全名為主。

### 主要角色
織部悠
本作主角，在義大利的拿坡里開了間裁縫店的日本人。開始連載時是26歲，由於作品中未表明經過了多少時間，所以多以20歲後半到30歲出頭的男性來描述，特徵是戴著沒有鏡框的圓眼鏡。
老家是東京都台東區的一家自行車店，為三兄弟中的老么。因為小時候在住家附近的分趾襪師傅辰婆婆那學到了基礎的裁縫技術，在對方的勸說下轉而往縫製西裝的職業發展，因此在高中畢業後前往義大利，拜被稱為「米開朗基羅」的名裁縫師馬力歐·聖多里歐為師，並成為他唯一認可的弟子。
在以4、50歲為主的裁縫師中顯得特別年輕，對服飾的知識極為深厚，相較於其他裁縫師來有著異常快的縫製速度，繼承了師父的本領，在縫製大衣、外套、襯衫和西裝褲與挑選皮鞋上都能一手包辦。除此之外在服飾以外的東西方的古典知識上有著廣泛的見識。
有著能在數週內、甚至幾天內就能完成工作的本事，並因此要求高額的特別報酬。連載初期還會看心情來決定是否要承接工作，不過在馬可與賽爾傑相繼借住後就不怎麼挑工作了。平常沒有工作時會去修道院從事擦拭骨頭的打工或去其他裁縫店那承接代工。近期則多承接向日葵公司所發包的工作。
平時是個個性穩健的人，但工匠的氣息很重，而且對特定的客人會表現出挑釁的態度。語文能力很強，會說日語、義大利語、法語，英語。喜歡喝酒，並常常因為這點而被懷柔，但從未出現過喝醉的場景。
馬可·朱利安尼
在拿坡里為了成為一名專業鞋匠而尚在見習階段的少年。平常為了修業兼補貼家用而在路邊為人擦鞋。因為某次擦鞋的時候而與悠相識，之後看上對方家裡的娛樂產品而強行住進其家裡，並在悠因為委託而需要前往他處時也會強硬跟上。悠常稱他為「小動物」。若悠不在家時則會和鞋匠的師傅貝比諾、師妹薇塔和後來借住的賽爾傑在一起。
外表與言行舉止都是十多歲左右。對鞋子和皮革這些有關的知識的造詣極深。行動能力與情報收集能力極高，因為不怕生且熱情的性格而很快能和人打成一片。
在悠的家中主要負責料理，隨時間經過和隨著悠前往各地而在這方面有著不下於鞋子和皮革間的豐富經驗與知識。
賽爾傑·利威爾
法國的紳士服名店「利威爾」的統帥亞朗·利威爾的次子。討厭因修行極為嚴苛而惡名遠播的自家工房，於是利用自己的俊帥外貌成為模特兒來逃避。因為悠拒絕了艾蓮娜而對他起了競爭心，結果此行動卻引來父親的憤怒並要將他投入工房特訓，於是離家出走來到義大利投靠悠。表面上則是用進行服飾修業的理由而留學義大利。
有著嬌生慣養的少爺氣質和些許的自戀，並有點愛說大話。
主要會和悠與馬可一起行動，和馬可常有說相聲似的情景出現，並接受了對方在料理上的訓練。從模特兒時期就暗戀著艾蓮娜，因此對拒絕了艾蓮娜的悠在提到有關艾蓮娜的話題時會有著衝突。
在幫忙悠的裁縫工作時，其才能受到悠的高度評價。在兄長從吉爾列茲屋事件中再出發，與模特兒時期很照顧他的前輩重新振作的事件中感觸極深，於是立志成為真正的裁縫師而正式拜悠為老師學藝。

### 向日葵公司

#### 創立成員
由利雅·佩魯茲

#### 第二開發課
薇塔·因帕拉多

### 服飾相關的工匠

#### 義大利
馬力歐·聖多里歐

#### 英國
帕艾爾師傅

#### 法國
亞朗·利威爾

#### 其他
辰婆婆

### 義大利人

#### 拿坡里
貝里尼伯爵

#### 其他
馬西蒙·澤比尼

## 出版書籍

### 國王的裁縫師～Sarto Finito～
| 冊數 | 集英社         | 集英社                 | 尖端出版社    | 尖端出版社             |
| 冊數 | 發售日期       | ISBN                   | 發售日期      | ISBN                   |
| ---- | -------------- | ---------------------- | ------------- | ---------------------- |
| 1    | 2004年1月5日   | ISBN 978-4-08-859399-9 | 2007年4月21日 | ISBN 471-7-70-220468-6 |
| 2    | 2004年4月2日   | ISBN 978-4088594125    | 2007年6月12日 | ISBN 4717702204693     |
| 3    | 2004年7月2日   | ISBN 978-4088594309    | 2007年8月15日 | ISBN 4717702204709     |
| 4    | 2004年10月4日  | ISBN 978-4088594422    | 2008年2月14日 | ISBN 4717702204716     |
| 5    | 2005年2月4日   | ISBN 978-4088594859    |               |                        |
| 6    | 2005年5月2日   | ISBN 978-4088595054    |               |                        |
| 7    | 2005年8月4日   | ISBN 978-4088595207    |               |                        |
| 8    | 2005年11月4日  | ISBN 978-4088595412    |               |                        |
| 9    | 2006年3月3日   | ISBN 978-4088595597    |               |                        |
| 10   | 2006年5月2日   | ISBN 978-4088595740    |               |                        |
| 11   | 2006年8月4日   | ISBN 978-4088595924    |               |                        |
| 12   | 2006年11月2日  | ISBN 978-4088596044    |               |                        |
| 13   | 2007年1月4日   | ISBN 978-4088596198    |               |                        |
| 14   | 2007年5月2日   | ISBN 978-4088596419    |               |                        |
| 15   | 2007年8月3日   | ISBN 978-4088596594    |               |                        |
| 16   | 2007年11月2日  | ISBN 978-4088596792    |               |                        |
| 17   | 2008年2月4日   | ISBN 978-4088596877    |               |                        |
| 18   | 2008年5月2日   | ISBN 978-4088597041    |               |                        |
| 19   | 2008年8月4日   | ISBN 978-4088597195    |               |                        |
| 20   | 2008年11月4日  | ISBN 978-4088597393    |               |                        |
| 21   | 2009年2月4日   | ISBN 978-4088597560    |               |                        |
| 22   | 2009年5月1日   | ISBN 978-4088597737    |               |                        |
| 23   | 2009年8月4日   | ISBN 978-4088597874    |               |                        |
| 24   | 2009年11月4日  | ISBN 978-4088598055    |               |                        |
| 25   | 2010年2月4日   | ISBN 978-4088598222    |               |                        |
| 26   | 2010年4月30日  | ISBN 978-4088598376    |               |                        |
| 27   | 2010年7月2日   | ISBN 978-4088598468    |               |                        |
| 28   | 2010年11月4日  | ISBN 978-4088598604    |               |                        |
| 29   | 2010年12月29日 | ISBN 978-4088598697    |               |                        |
| 30   | 2011年4月4日   | ISBN 978-4088598819    |               |                        |
| 31   | 2011年7月4日   | ISBN 978-4088598888    |               |                        |
| 32   | 2011年11月4日  | ISBN 978-4088587738    |               |                        |

## 外部連結
- （日語）公式網站（页面存档备份，存于）
- （日語）集英社網站 國王的裁縫師～Sarto Finito～出版目錄（页面存档备份，存于）
- （日語）集英社網站 國王的裁縫師～Sartoria Napoletana～出版目錄（页面存档备份，存于）
- 尖端出版社 國王的裁縫師搜尋結果（页面存档备份，存于）